# Edward Brian Barkley Hawkins
Edward Brian Barkley Hawkins, britanski general, * 1889, † 1966.